# Marc Masdeu
Marc Masdeu Escuder (Castellar del Vallés, 1976) es un escritor y periodista español. Licenciado en Ciencias de la Comunicación. Se dio a conocer en 2003 con el poemario El gos autodidacte (El perro autodidadcta). Al año siguiente publicó Els escalfadors (Los calentadores) (2004), un libro de poemas formado por una quincena de composiciones cortas y dos poemas río y con el que obtiene el Premio Parc Taulí. Su siguiente obra publicada fue Les nanses (las asas), en 2006, con la que ganó el Premio Les Talúries. 
En 2010, recibe el premio de narrativa de la Fundació Mundo Rural por Les tombes buides (Las tumbas vacías), un conjunto de ocho relatos cortos e independientes, escritos como monólogos interiores, que tienen en común la vida cotidiana en una villa. Para el autor, estos relatos "ofrecen una visión agónica y rocambolesca del pueblo". Está basado en Soses, en el Segriá, donde reside Masdeu.
Durante seis años dirigió conjuntamente con Pere Ejarque el espacio nopotsermentida (nopuedesermentira) en Matadepera Ràdio. También ha publicado poemas en las plaquettes Papers de Versàlia (Papeles de Versàlia) y en las obras conjuntas El somni d'Adabel (El sueño de Adabel) (Lérida, 2006) y 50 pinturas y 50 esculturas de Albert Novellón. Ha traducido del inglés al catalán Prufock i altres observacions (Prufock y otras observaciones) de T.S. Eliot.
En 2013 publicó su primera novela, Peus de fang (Pies de barro), una historia coral ambientada en la guerra civil española.

## Obras
Poesía
- El gos autodidacta (Barcelona: Edicions Proa, 2003)
- Els escalfadors (Barcelona: Edicions Proa, 2004)
- Les Nanses (Lleida: Pagès Editors, 2006)
- El carnisser del fred (Barcelona: LaBreu Edicions, 2010)

Narrativa
- Les tombes buides (Valls: Cossetània Edicions, 2010)

Novela
- Peus de fang (Barcelona: LaBreu, 2013)

## Galardones
- 2002: Premio Josep Maria López Pico-Vila de Vallirana por El gos autodidacte
- 2003: Premio Parc Taulí por Els escalfadors
- 2006: Premio Les Talúries por Les Nanses